# Himmelsparv
Himmelsparv (Peucaea cassinii) är en fågel i familjen amerikanska sparvar inom ordningen tättingar. Den häckar i centrala och södra USA samt angränsande norra Mexiko. Vintertid rör den sig till södra Mexiko. Arten minskar  i antal, men beståndet är livskraftigt.

## Utseende och läten
Himmelsparv är en medelstor (13–15 cm) sparv med rätt liten näbb och rundad stjärt. I storlek och form påminne den om sångsparven, men är vanligen blekare och gråare i fjäderdräkten med vitaktig ögonring, mestadels ostreckad undersida och unikt fläckad ovansida. Vidare syns vita tertialkanter och ett mörkare strupesidestreck. Den rätt långa stjärten har ljusa hörn. Sången som oftast framförs i flykten, även nattetid, består av fyra vemodiga drillade visslingar, "tsisi seeeeeeeee ssoot ssiit". Lätet är ett mycket ljust och plötsligt "teep".

## Utbredning och systematik
Himmelsparv häckar i torra områden i centrala och södra USA samt angränsande norra Mexiko. Vintertid förekommer den så långt söderut som till centrala Mexiko. Den behandlas som monotypisk, det vill säga att den inte delas in i några underarter.

### Släktestillhörighet
Tidigare placerades arten i släktet Aimophila, men genetiska studier visar att arterna i släktet inte är varandras närmaste släktingar.

### Familjetillhörighet
Tidigare fördes de amerikanska sparvarna till familjen fältsparvar (Emberizidae) som omfattar liknande arter i Eurasien och Afrika. Flera genetiska studier visar dock att de utgör en distinkt grupp som sannolikt står närmare skogssångare (Parulidae), trupialer (Icteridae) och flera artfattiga familjer endemiska för Karibien.

## Levnadssätt
Himmelsparv hittas i torra gräsmarker med spridda buskar. Den ses enstaka och lever rätt tillbakadraget. Under häckningstid lever den mestadels av insekter, men resten av året även frön.

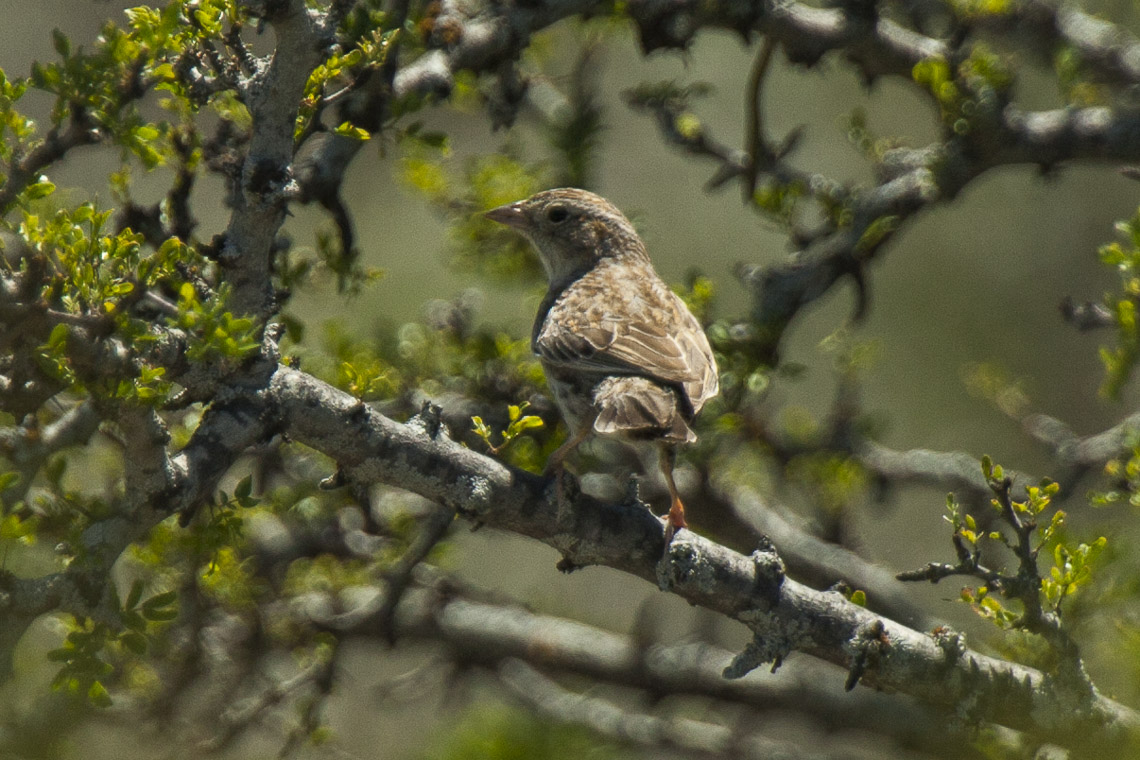
Himmelsparv fotograferad i Texas.

## Status och hot
Arten har ett stort utbredningsområde och en stor population, men tros minska i antal, dock inte tillräckligt kraftigt för att den ska betraktas som hotad. Internationella naturvårdsunionen IUCN kategoriserar därför arten som livskraftig (LC). Världspopulationen uppskattas till 14 miljoner vuxna individer.

## Namn
Fågelns vetenskapliga artnamn hedrar den amerikanske ornitologen John Cassin (1813-1869). Tidigare kallades den cassinsparv även på svenska, men justerades 2023 till ett mer informativt namn av BirdLife Sveriges taxonomikommitté.